# Schnepfenmühle (Wieseth)
Schnepfenmühle ist ein Wohnplatz der Gemeinde Wieseth im Landkreis Ansbach (Mittelfranken, Bayern). Schnepfenmühle liegt in der Gemarkung Wieseth.

## Geografie
Schnepfenmühle besteht mittlerweile aus sieben Wohngebäuden und gehört zum Gemeindeteil Forndorf. Der Ort liegt am linken Ufer der Wieseth. Der Rotbach mündet unmittelbar östlich als linker Zufluss in die Wieseth. Eine Gemeindeverbindungsstraße verläuft nach Forndorf zur Staatsstraße 2222 (0,3 km nördlich). Eine weitere Gemeindeverbindungsstraße führt ebenfalls zur St 2222 (0,2 km westlich) bzw. nach Bruck (0,8 km östlich) bzw. nach Forndorf führt (0,8 km östlich). Südlich, jenseits der Wieseth, liegt das Waldgebiet Eichel.

## Geschichte
Schnepfenmühle lag im Fraischbezirk des ansbachischen Oberamtes Feuchtwangen. Die Mahlmühle hatte das Verwalteramt Forndorf als Grundherrn. Von 1797 bis 1808 unterstand der Ort dem Justiz- und Kammeramt Feuchtwangen.
Mit dem Gemeindeedikt (frühes 19. Jahrhundert) wurde Schnepfenmühle dem Steuerdistrikt und der Ruralgemeinde Wieseth zugeordnet. Nach 1885 wurde die Schnepfenmühle nicht mehr als Ortsteil geführt.

### Einwohnerentwicklung
| Jahr      | 001818 | 001836 | 001840 | 001861 | 001871 | 001885 |
| Einwohner | 5      | 4      | 4      | *      | 5      | 3      |
| Häuser    | 1      | 1      | 1      |        |        | 1      |
| Quelle    | [ 6 ]  | [ 7 ]  | [ 8 ]  | [ 9 ]  | [ 10 ] | [ 11 ] |

## Religion
Der Ort ist evangelisch-lutherisch geprägt und bis heute nach St. Wenzeslaus (Wieseth) gepfarrt. Die Einwohner römisch-katholischer Konfession waren ursprünglich nach St. Laurentius (Großenried) gepfarrt, heute ist die Pfarrei Herz Jesu (Bechhofen) zuständig.

## Weblink
- Schnepfenmühle in der Ortsdatenbank des bavarikon, abgerufen am 19. August 2021.